# Winchester (Misuri)
Winchester es una ciudad ubicada en el condado de San Luis en el estado estadounidense de Misuri. En el Censo de 2010 tenía una población de 1547 habitantes y una densidad poblacional de 2.418,22 personas por km².

## Geografía
Winchester se encuentra ubicada en las coordenadas 38°35′23″N 90°31′34″O / 38.58972, -90.52611. Según la Oficina del Censo de los Estados Unidos, Winchester tiene una superficie total de 0.64 km², de la cual 0.64 km² corresponden a tierra firme y (0%) 0 km² es agua.

## Demografía
Según el censo de 2010, había 1547 personas residiendo en Winchester. La densidad de población era de 2.418,22 hab./km². De los 1547 habitantes, Winchester estaba compuesto por el 92.57% blancos, el 1.23% eran afroamericanos, el 0.45% eran amerindios, el 1.42% eran asiáticos, el 0.13% eran isleños del Pacífico, el 1.55% eran de otras razas y el 2.65% pertenecían a dos o más razas. Del total de la población el 4.4% eran hispanos o latinos de cualquier raza.